# Pseudodera leigongshanensis
Pseudodera leigongshanensis là một loài bọ cánh cứng trong họ Chrysomelidae. Loài này được Yu in Wang & Yu miêu tả khoa học năm 1993.